# Новосёлки (Макарьевский район)
Новосёлки — деревня в Макарьевском районе Костромской области России. Входит в состав Усть-Нейского сельского поселения.

## География
Деревня находится в южной части Костромской области, в подзоне южной тайги, к западу от реки Унжи, при автодороге 34К-143, на расстоянии приблизительно 11 километров (по прямой) к юго-западу от города Макарьева, административного центра района. Абсолютная высота — 109 метров над уровнем моря.

### Климат
Климат характеризуется как умеренно континентальный, с умеренно холодной многоснежной зимой и коротким сравнительно тёплым летом. Средняя температура воздуха самого холодного месяца (января) — −12 °C; самого тёплого месяца (июля) — 18 °C . Безморозный период длится около 130 дней. Продолжительность периода активной вегетации растений (выше 10 °C) составляет примерно 110—140 дней. Годовое количество атмосферных осадков —около 600 мм, из которых большая часть выпадает в тёплый период. Снежный покров держится в течение 150—155 дней.

### Часовой пояс
Деревня Новосёлки, как и вся Костромская область, находится в часовой зоне МСК (московское время). Смещение применяемого времени относительно UTC составляет +3:00.

## Население
| 2008 | 2010 | 2014 |
| ---- | ---- | ---- |
| 49   | ↘0   | ↗38  |

### Национальный состав
Согласно результатам переписи 2002 года, в национальной структуре населения русские составляли 99 % из 80 чел.